# スティーヴン・ヤブロ

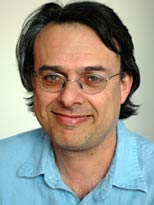
スティーヴン・ヤブロ

スティーヴン・ヤブロ（Stephen Yablo、1957年 - ）は、アメリカの哲学者、論理学者。マサチューセッツ工科大学（MIT）のデイヴィッド・W・スキナー哲学教授。以前は、ミシガン大学アナーバー校で教鞭をとっていた。専門は論理学の哲学、心の哲学、形而上学、言語哲学。カリフォルニア大学バークレー校で、ドナルド・デイヴィドソンとジョージ・マイロの指導のもと博士号を取得した。2012年、アメリカ芸術・科学アカデミーのフェローに選出された。
1993年、嘘つきのパラドックスに似たパラドックスが自己言及なしでも生成可能であることを示す短い論文を発表した。心の哲学、言語哲学、形而上学に関する影響力のある論文を数多く書いており、2012年にはオックスフォード大学でジョン・ロック講義を担当した。その講義記録が元となって書かれた著書『Aboutness』について、ある書評者は次のように述べている。「重要かつ射程の長い著作であり、哲学者たちは長い間この本について議論し続けるであろう」。
ヤブロの妻はMITの同僚で哲学者のサリー・ハスランガーである。

## 著作
- Thoughts (Philosophical Papers, volume 1) (Oxford University Press, 2009)
- Things (Philosophical Papers, volume 2) (Oxford University Press, 2010)
- Aboutness (Princeton University Press, 2014).